# Тала Хасан-хан
Тала Хасан-хан (азерб. Taleh Həsən xan; 1712, Галагайын, Сефевидское государство —1789, Шамкир) — второй правитель Джавадского ханства.

## Жизнь
В некоторых источниках Хасан-хан известен как «Талех Хасан Хан», «Тала Хасан Хан». Тала Хасан-хан был вассалом Фатали-хана с 1768 года. Ричард Таппер обращает внимание на то, что Тала Хасан-хан не фигурирует ни в одной из родословной шахсевен и высказывает мысль, что он, возможно, происходил из талышской ханской семьи.  В 1778 году губернатор Гиланского ханства Хидаят хан Керим Хан Занд подвергся нападению Кавады и был захвачен Хасан Ханом. Некоторое время Хасан Хан был освобожден из плена.
В 1783 году Фатали-хан атаковал Карабах с 13 000 военнослужащих. Переводчик Мустафа Муртазалиев, заказанный Крафом Войновичем, нашел Фатали-хана в Агдаме. Правитель Шамахи Махаммадсайд-хан и его брат Агаси-хан, шекинский правитель Хаджи-Абдулкадир-хан, правитель Мугана Талех Хасан Хан, Шамхал Тарковский Муртуза-Али, правитель Талышского ханства Гара-хан, Баммат правитель Бойнакский, правитель Кайтага Устархан, правитель Дженгутая Ахмед-хан, правитель тавлин Хазбулат Алибеков, правитель Эндирея были в лагере Фатали-хана.
Понимая невозможность противостоять этой силе, Ибрагим Халил Хан укрылся в Шуше и ждал случая. Фатали-хан в 1784 году назначил Хасана-хана правителем Ардабиля.
Аббасгулу Бакиханов пишет: «В том же году Фатали-хан отправился в Ардебиль, а вслед за ним пришли правители Шахсеваны, и Хасан хан Муганский в том числе».
Хасан Хан скончался в 1789 году.